# Kazimierz Moszyński
Kazimierz Teofil Franciszek Moszyński, poljski etnograf, etnolog in slavist, * 5. marec 1887, Varšava, Poljska † 30. marec 1959, Krakov, Poljska.

## Življenjepis
Po končani gimnaziji v Varšavi je študiral biologijo v letih 1906−1909 v Švici. Ob novici o smrti očeta je prekinil študij in se vrnil na Poljsko, kjer je nadaljeval študij na Akademiji za umetnost v Krakovu, kjer se je učil risati pri profesorju Jozefu Mehofferu. Pod vplivom Mlade Poljske je nameraval narediti zgodovinsko dramo o bitki poganskih Slovanov s kristjani in se med iskanjem literature začel zanimati za ljudsko kulturo. 
V tem času se je pri njem pojavila ideja, da bi skozi raziskave ljudske kulture poskušal odkriti nekdanjo preteklost. Da bi lahko zbiral etnografski material po vaseh, je v letih 1912-1917 delal kot učitelj na domu. V tem času je opravil prve sistematične terenske raziskave vzhodnega Polesja, ki jih je po šestih tednih moral prekiniti zaradi izbruha prve svetovne vojne. 
Leta 1918 se je vrnil v Varšavo, kjer je najprej delal kot vzgijitelj v internatu, nato kot tajnik v šoli. Leta 1920 je vstopil v vojsko, kjer je bil tudi odlikovan s Križem borcev. Leta 1924 je postal vodja Oddelka za etnologijo na Slovanskem antropološkem inštitutu, kjer se je lahko polno posvetil raziskavam. 
Leta 1926 je bil imenovan za profesorja in vodjo katedre Etnografije Slovanov na Slovanskih študijah  Jagiellonske Univerze v Krakovu. Leta 1930 je postal izredni profesor in štiri leta kasneje redni profesor. Od 1. septembra do pomladi 1945 je bival v  Vilni kjer je vodil Katedro za etnologijo in etnografijo Univerze Stefana Batorego. V maju 1945 se je vrnil v Krakov, kjer je do smrti vodil Katedro za etnografijo Slovanov Jagiellonske Univerze. Pokopan je v družinski grobnici na Brodnowskem pokopališču v Varšavi. 
Bil je eden prvih poljskih znanstvenikov, ki je branil avtohtonistično teorijo slovanskega izvora. 
Še danes je Moszyński pomemben zaradi temeljne knjige Kultura ludova Slowian (slo. Ljudska kultura Slovanov), ki je izšla v dveh zvezkih med 1929 in 1939 v Krakovu (druga izdaja je izšla 1967-1968 v Varšavi). Delo je bilo prvo v Evropi, ki je sintetično opredelilo ljudsko kulturo velike etnične skupine. Z njegovim delom je poljska etnografija prišla na zemljevid slovanske Evrope. 
Prvi del knjige ima naslov Materialna kultura in vsebuje gospodarstvo, orožje, komunikacija, drugi del pa ima naslov Duhovna kultura in vsebuje folkloro, znanje, magio, kult, glasba, onomastika in simbolika. Avtor se je oprl na pretekle publikacije in terenske zapiske iz Poljske, Belorusije, Polesja in Ukrajine. 
Delo obsega ad 2300 strani, opisuje 2500 objektov, zemljevide in opombe. Leta 1936 je prvi del izšel v švedskem prevodu, načrtovana nemška izdaja pa ni bila dokončana zaradi začetka vojne. 

## Izdana dela

### Knjige
- Badania nad pochodzeniem i pierwotną kulturą Słowian (1925)
- Polesie Wschodnie (1928)
- Ethnographische Studien in Ostpolen (1929)
- Kultura ludowa Słowian (1929-1939)
- Atlas kultury ludowej w Polsce (zvezek 1–3 1934–36)
- Pierwotny zasięg języka prasłowiańskiego (1957)
- Człowiek. Wstęp do etnografii powszechnej i etnologii (1958)

### Članki
- 1925 O źródłach magii i religii, "Przegląd Filozoficzny", t. 28, str. 239–251.
- 1938 Regionalne zwyczaje doroczne w Polsce, "Kalendarz Ilustrowanego Kuriera Codziennego", str. 78–85.
- 1948 Stan i zadania etnografii polskiej, "Lud", t. 38.